# Bell 427
El Bell 427 es un helicóptero ligero multipropósito bimotor con rotor principal cuatripala fabricado por Bell Helicopter y Samsung Aerospace Industries, fabricando esta última firma el fuselaje y el puro de cola. Está basado en el monomotor Bell 407 y ha sido reemplazado en producción por el más espacioso Bell 429.

## Desarrollo
Bell intentó producir una versión biturbina de su exitoso Bell 206 JetRanger, como los Bell 400/440 TwinRanger a mediados de 1980, o la producción limitada del Bell 206LT Twin Ranger a principios de los 90. El concepto original de la Bell para reemplazar el anteriormente mencionado, era el Bell 407T, una variante más grande con dos motores Allison 250-C22B, pero aun así se dieron cuenta de que su espacio seguiría siendo reducido.
La compañía comenzó el desarrollo de un nuevo bimotor ligero, en asociación con Samsung Aerospace Industries de Corea del Sur. En febrero de 1996, Bell anunció el Model 427 en la Heli Expo en Dallas. Fue el primer diseño hecho completamente con ordenador, y realizó su primer vuelo el 11 de diciembre de 1997, recibiendo la certificación canadiense el 19 de noviembre de 1999. La certificación estadounidense fue concedida en enero de 2000, y la certificación IFR de la FAA para dos pilotos, en mayo del mismo año. Bell construye los sistemas dinámicos de vuelo del 427 en Fort Worth, Texas, mientras que el ensamblaje final se realiza en la planta de Bell en Mirabel, Quebec. El fuselaje y el puro de cola del 427 son construidos por Samsung (más tarde parte de KAI) en su planta de Sachon en Corea del Sur. Las primeras entregas a clientes se realizaron en enero de 2000.
En 2004, Bell ofreció una versión rediseñada del 427, el Bell 427i, que fue desarrollado en asociación con KAI de Corea del Sur y Mitsui Bussan Aerospace de Japón. El acuerdo daba a KAI la responsabilidad de desarrollo y producción del fuselaje, cableado de la cabina, y sistema de combustible. Mitsui Bussan era un fiador financiero. El 427i incluía una nueva cabina de cristal y sistema de navegación que permitía un solo piloto en vuelo IFR. El diseño tenía el fuselaje alargado 36 cm, una versión más potente del motor y transmisión, y peso al despegue aumentado. Sin embargo, el programa fue cancelado y la atención cambió al mejorado Bell 429.  En febrero de 2005, las 80 órdenes existentes del 427i fueron convertidas a 429. El 24 de enero de 2008, Bell anunció planes para parar oficialmente su línea del 427 una vez que se cubrieran las órdenes de compra solicitadas en 2010.

## Diseño

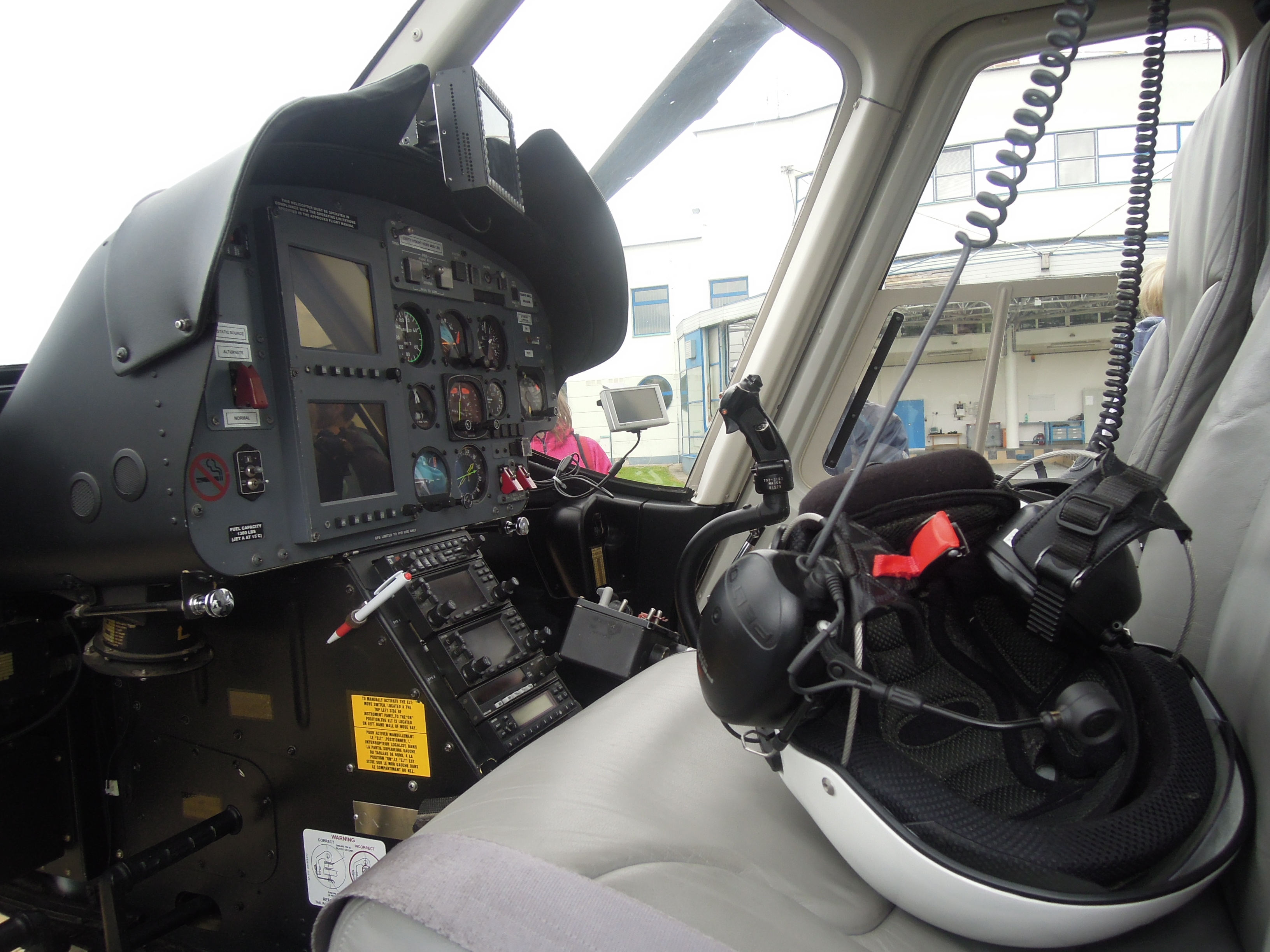
Cabina de un Bell 427.

El Bell 427 está propulsado por dos motores turboeje Pratt & Whitney Canada PW207D con FADEC. Como el Bell 407, el 427 usa un sistema de rotor principal de cuatro palas con un buje de rotor rígido de materiales compuestos, y un rotor de cola bipala.
La cabina del 427 es 33 cm más larga que la del 407, y está construida principalmente de materiales compuestos. La cabina carece de la viga del techo que obstruye la cabina de los 206/206L/407, y tiene una puerta de cabina principal deslizante opcional.
El 427 ofrece acomodo para ocho plazas incluyendo al piloto en una disposición dos+tres+tres. Disposiciones alternativas incluyen cuatro plazas en la cabina principal en configuración enfrentada, o dos camillas y dos asistentes médicos para tareas de evacuación médica.

## Operadores
- Argentina

Policía de Entre Ríos
- República Checa

Czech HEMS - Alfa Helicopter
- Paraguay

Fuerza Aérea Paraguaya: Helicóptero Presidencial

## Especificaciones (427)
Referencia datos: Bell Helicopter, International Directory of Civil Aircraft, Aerospace-Technology

### Características generales
- Tripulación: Dos (pilotos)
- Capacidad: Siete pasajeros
- Longitud: 11,42 m
- Diámetro rotor principal: 11,28 m
- Altura: 3,20 m[12]
- Área circular: 99,9 m²
- Peso vacío: 1760 kg
- Peso útil: 1340 kg (carga interna)
- Peso máximo al despegue: 2970 kg
- Planta motriz: 2× turboeje Pratt & Whitney Canada PW207D.
  - Potencia: 529 kW (710 hp) cada uno.

### Rendimiento
- Velocidad nunca excedida (Vne): 259 km/h
- Velocidad crucero (Vc): 256 km/h
- Alcance: 730 km
- Techo de vuelo: 3048 m (10000 pies)
- Régimen de ascenso: 10,16 m/s (2000 pies/min)

### Desarrollos relacionados
- Bell 206
- Bell 400 TwinRanger
- Bell 407
- Bell 429

### Aeronaves similares
- Agusta A109
- MBB/Kawasaki BK 117
- Eurocopter EC 145
- MD Helicopters MD Explorer
- HAL Dhruv

### Secuencias de designación
- Secuencia Numérica (interna de Bell): ← 409 - 412 - 417 - 427 - 429 - 430 - 440 →